# コロイド物理学
コロイド物理学（コロイドぶつりがく）とは、コロイドについての研究を行う流体力学の一分野。コロイドが発見されて以来、コロイドは主に化学の観点から研究されてきたが、非線形の統計力学を行う手助けともなるため、物理学の視点からも盛んに研究が行われるようになった。過去にコロイドについての顕著な実績を上げた物理学者として、フェルディナント・ブラウン、マイケル・ファラデー、ヘルマン・フォン・ヘルムホルツ、アルベルト・アインシュタイン、ジョン・ウィリアム・ストラット、ウィラード・ギブズ、ピーター・デバイなどが挙げられる。2001年には、国際宇宙ステーションでコロイド物理学の実験が行われた。